# Tribunal Regional Federal da 6.ª Região
O Tribunal Regional Federal da 6ª Região, com sede em Belo Horizonte, é um dos seis Tribunais Regionais Federais da República Federativa do Brasil. Tem sob sua jurisdição o estado de Minas Gerais.
Atualmente é composto por dezoito Juízes de Tribunal.